# Геламко-Арена
Геламко Арена (нід. Ghelamco Arena) — багатофункціональний стадіон в Генті, Бельгія на 20 тисяч місць, відкритий 17 липня 2013 року, що зробило його першим новим побудованим бельгійським футбольним стадіоном з 1974 року. На стадіоні проводить домашні матчі футбольний клуб «Гент».

## Історія
2003 року з'явилась інформація, що «Гент» незабаром отримає новий стадіон замість арени «Жуль Оттен», на якій команда грала безперервно з 1920 року. Новому стадіону мало бути присвоєно ім'я Артевелдестадіон (в честь Якоба ван Артевелде), що повинно було допомогти в подальшому зростанні команди. Через численні проблем, у тому числі видані дозволи на будівництво і фінансові труднощі, він офіційний кам'яний фундамент був закладений лише 18 вересня 2008 року.
У 2009 році з'явились нові проблеми, пов'язані з фінансуванням стадіону. У червні 2010 року в керівництво Гента оголосило, що воно прийшло до остаточної угоди із забудовником Ghelamco про будівництво і експлуатацію стадіону, після чого були розпочаті будівельні роботи. За планом вони мали бути завершені до початку сезону 2012/13, але були затримані ще один рік.
31 травня 2013 року, за кілька місяців до офіційного відкриття, було офіційно оголошено, що стадіон буде називатися Геламко Арена. Стадіон був офіційно відкритий 17 липня 2013 року з товариського матчу «Гента» проти німецького «Штутгарта» (0:2). Перший офіційний матч на стадіоні відбувся 4 серпня 2013 року, в якому «Гент» переміг з рахунком 2:1 Мехелен.

## Галерея

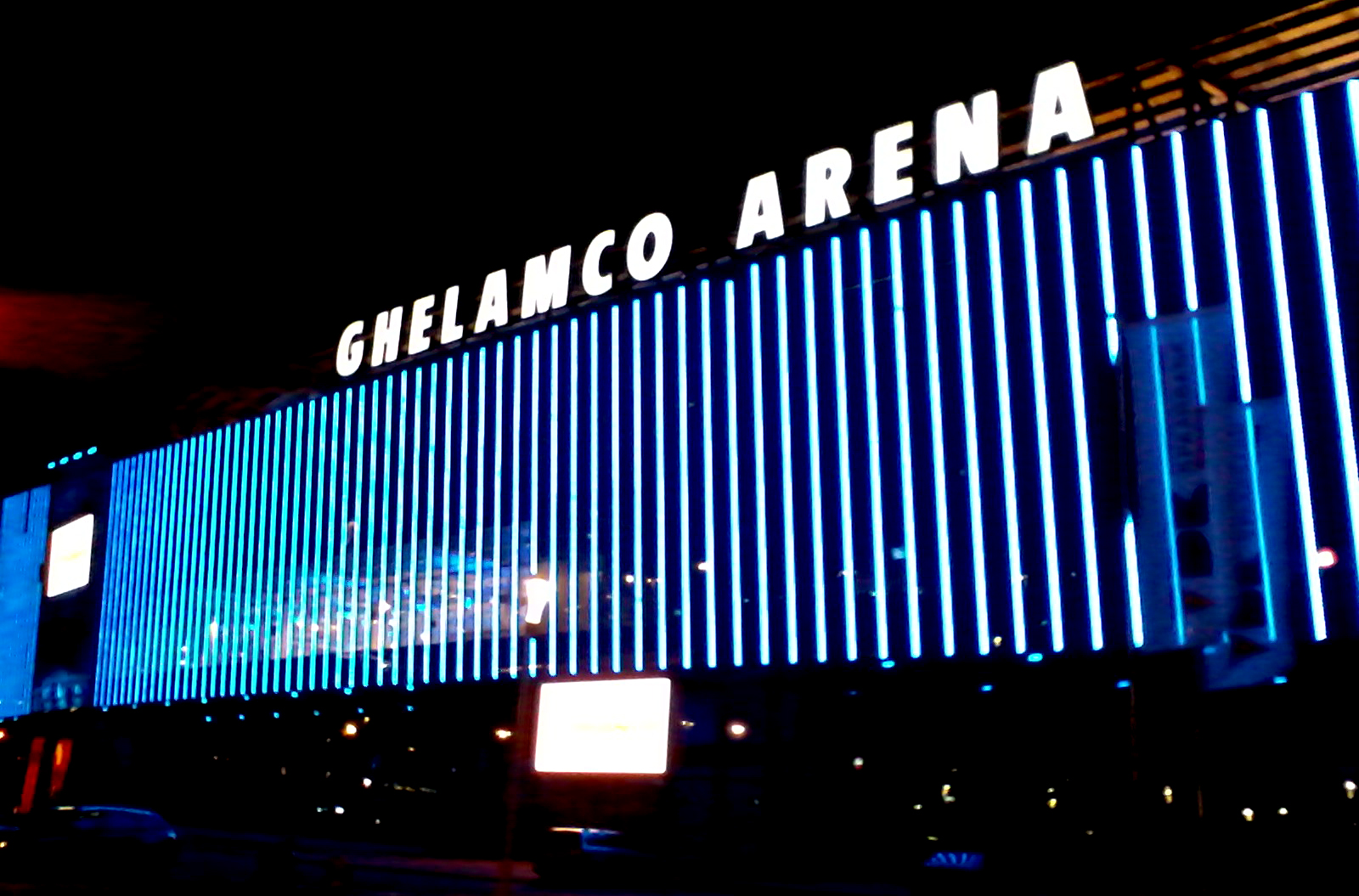
Головний вхід на стадіон
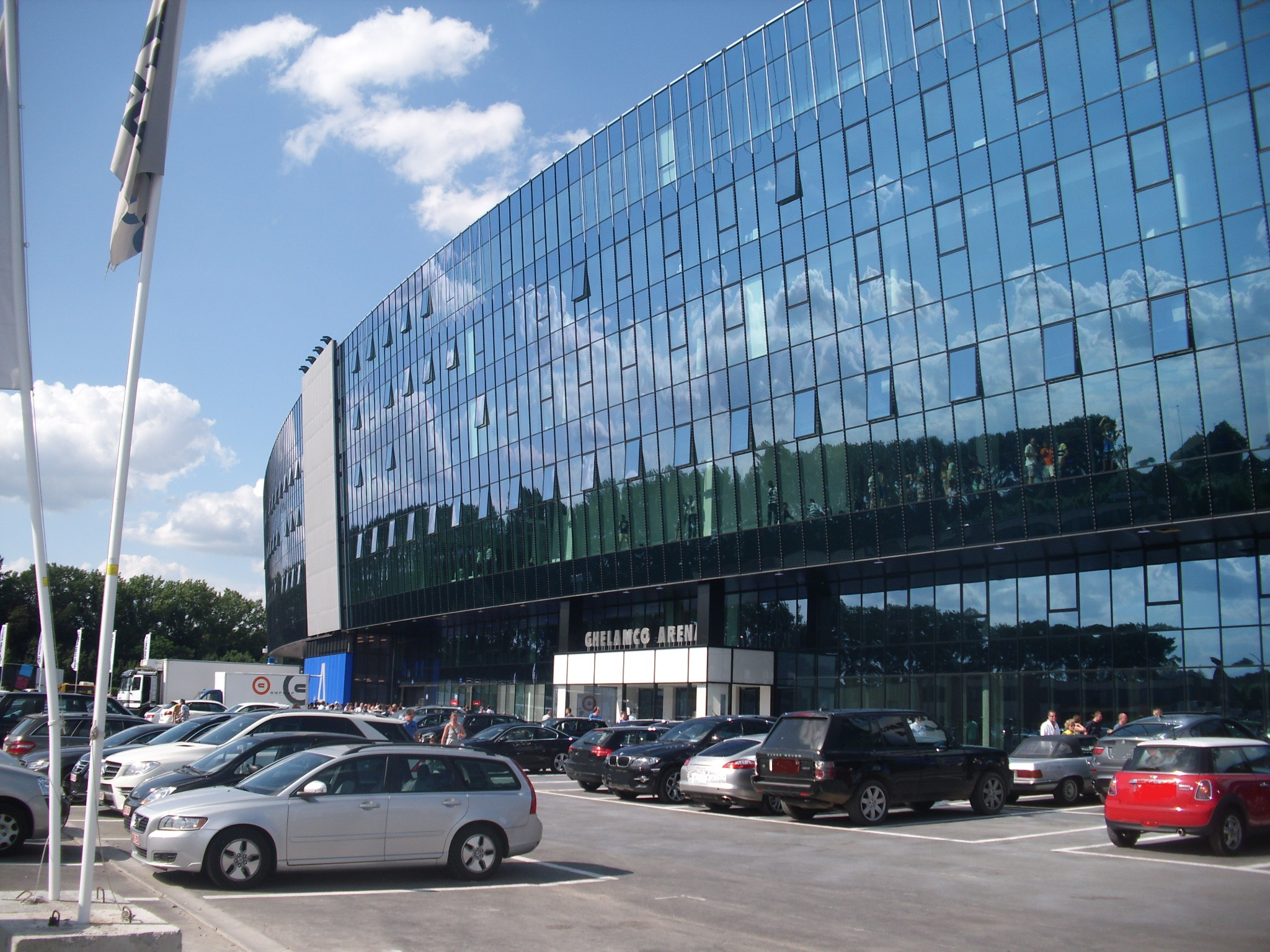
Зовнішній вигляд стадіону
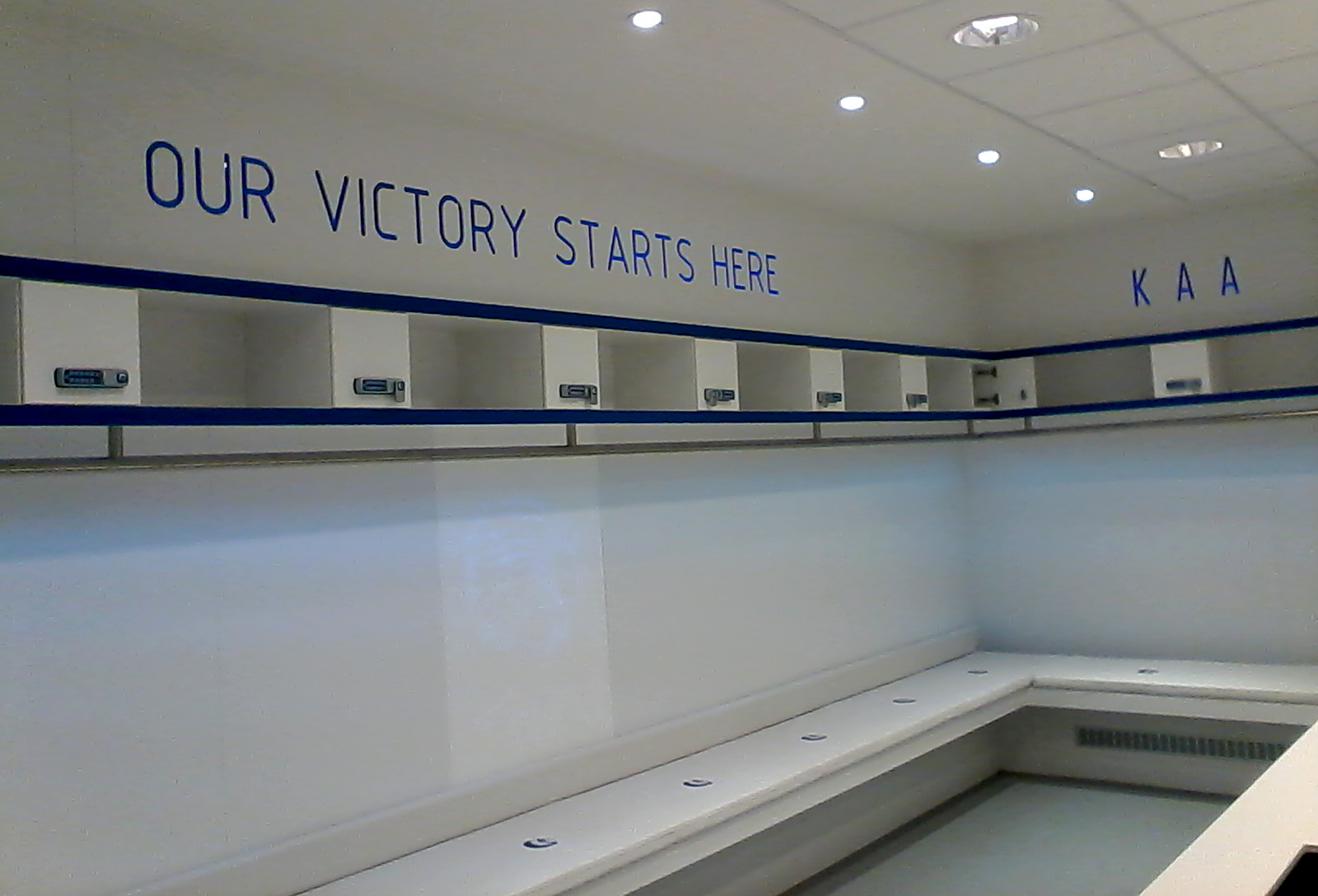
Роздягальні стадіону
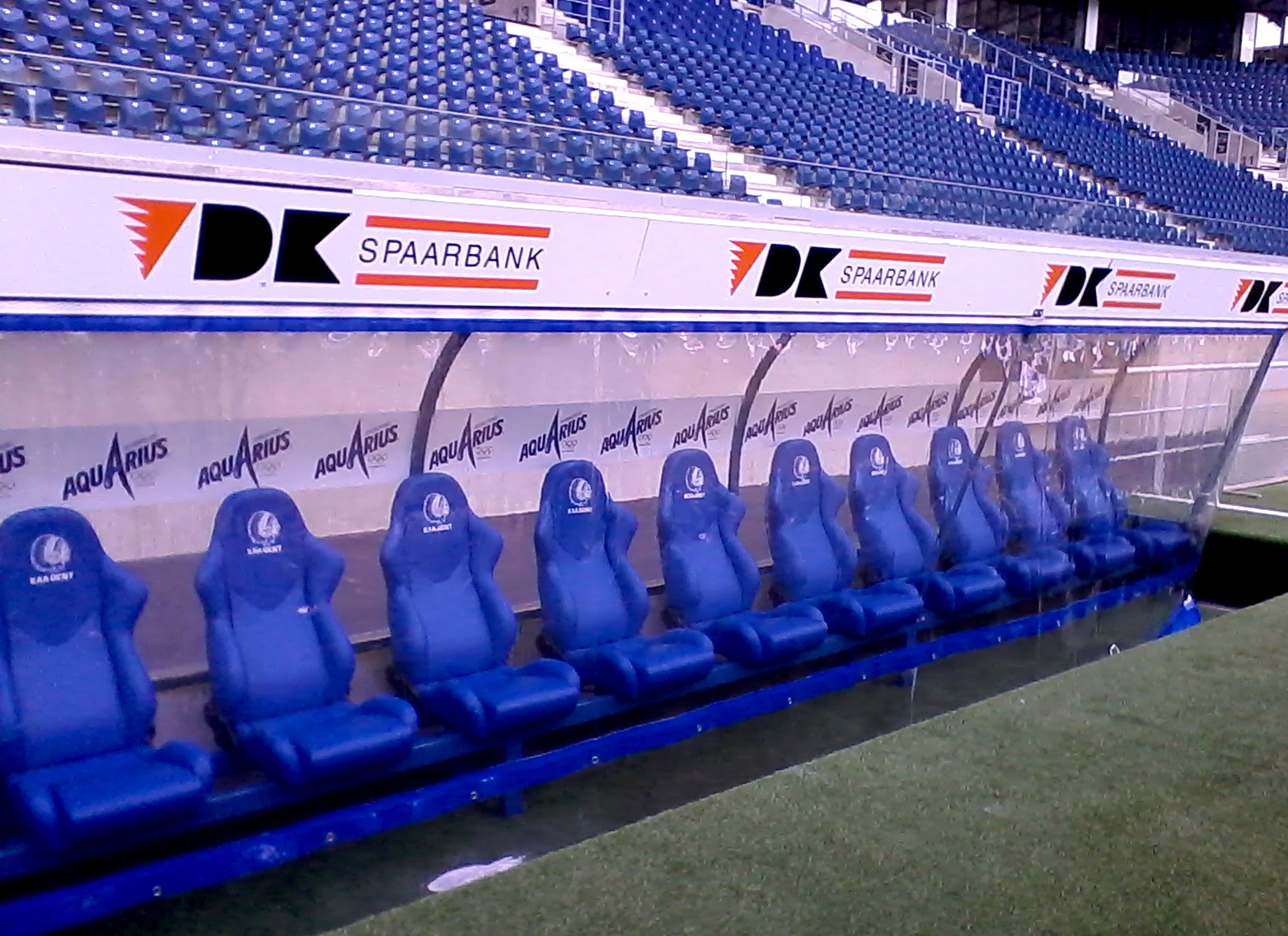
Лава запасних

## External links
- Офіційний сайт (нід.)
- Сторінка про стадіон на офіційному сайті «Гента» [Архівовано 16 липня 2014 у Wayback Machine.] (нід.)